# Vasperviller
Vasperviller (deutsch Wasperweiler, lothringisch Woschperwiller) ist eine französische Gemeinde mit 320 Einwohnern (Stand 1. Januar 2022) im Département Moselle in der Region Grand Est (bis 2015 Lothringen).

## Geografie
Die Gemeinde Vasperviller liegt an der Roten Saar in den nordwestlichen Ausläufern der Vogesen, etwa elf Kilometer südlich von Sarrebourg. Zu Vasperviller gehören die Ortsteile La Marvarerie (Meierei), La Croisée und Les Maréchaux.

## Geschichte
Das Dorf wurde während des Dreißigjährigen Krieges komplett entvölkert und kam 1661 an Frankreich. Erst im 18. Jahrhundert wurde es wieder aufgebaut und besiedelt. Bedeutendstes Bauwerk im Ort ist die 1968 errichtete katholische Kirche Ste-Thérèse.
Das Gemeindewappen zeigt heraldisch rechts das Wappen von Saint-Quirin, der Hauptstadt der ehemaligen Herrschaft, links die Symbolik der Abtei Marmoutier im Elsass, die Besitz in Vasperviller hatte.

### Bevölkerungsentwicklung
| Jahr      | 1962 | 1968 | 1975 | 1982 | 1990 | 1999 | 2007 | 2019 |
| --------- | ---- | ---- | ---- | ---- | ---- | ---- | ---- | ---- |
| Einwohner | 310  | 324  | 293  | 299  | 284  | 281  | 291  | 315  |

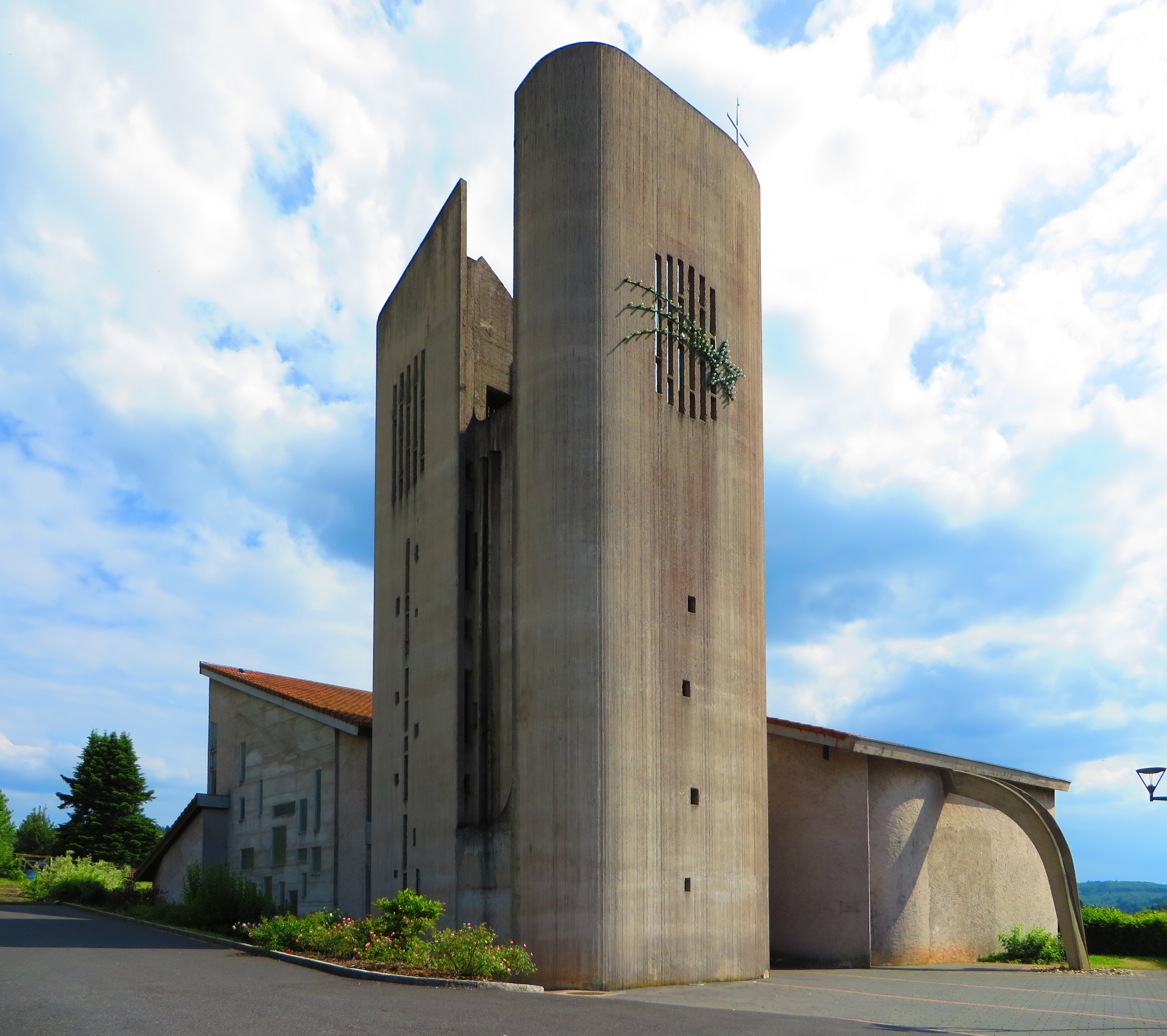
Kirche Sainte-Thérèse
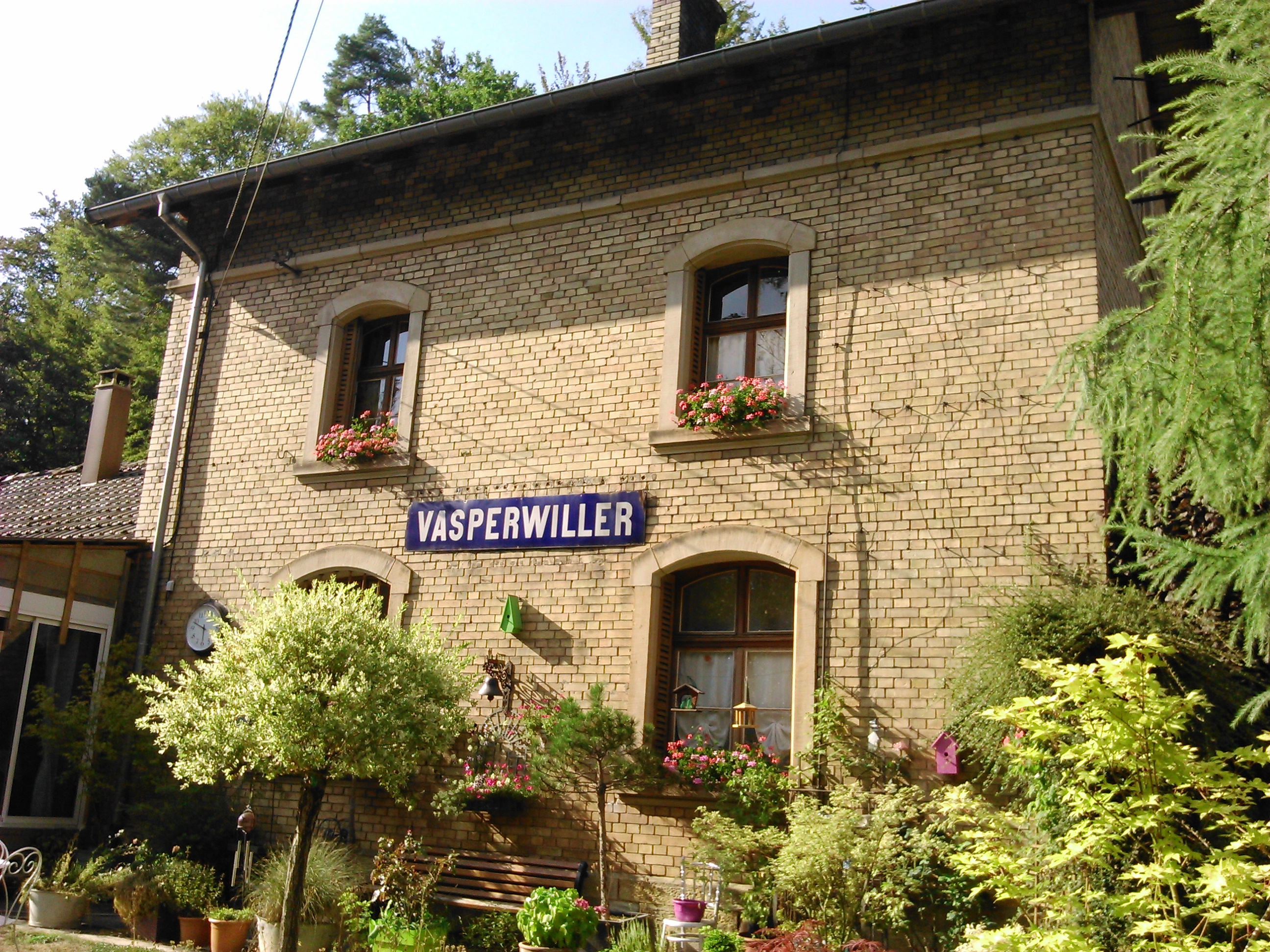
Bahnhof

## Belege
1. ↑  Wappenbeschreibung auf genealogie-lorraine.fr